# Klingenthal
Pour les articles homonymes, voir Klingenthal (homonymie).

Klingenthal  est une ville de Saxe (Allemagne), située à la frontière avec la Tchéquie dans l'arrondissement du Vogtland, dans le district de Chemnitz.
Fondée à la fin du XVIe siècle pour héberger les mineurs, cette localité est depuis la seconde moitié du XVIIe siècle un grand centre de fabrication d'instruments de musique et, plus récemment, une station de sports d'hiver.

## Lieux et monuments
- Église du Prince pacifique (Zum Friedensfürsten).
- Vogtland Arena

## Personnalités
- Ralph Pöhland, un spécialiste du combiné nordique qui passa de la RDA à la RFA en 1968
- Karlheinz Steinmüller, physicien et écrivain de science-fiction

## Culture
- La comédie musicale Einmal ist keinmal y a été tournée en 1955.